# Allard (entreprise)
 (juillet 2016).
Si vous disposez d'ouvrages ou d'articles de référence ou si vous connaissez des sites web de qualité traitant du thème abordé ici, merci de compléter l'article en donnant les références utiles à sa vérifiabilité et en les liant à la section « Notes et références ».
Pour les articles homonymes, voir Allard.
Allard est une marque d'automobile anglaise fondée en 1936 par Sydney Allard dans le but de construire des voitures de sport.

## Historique

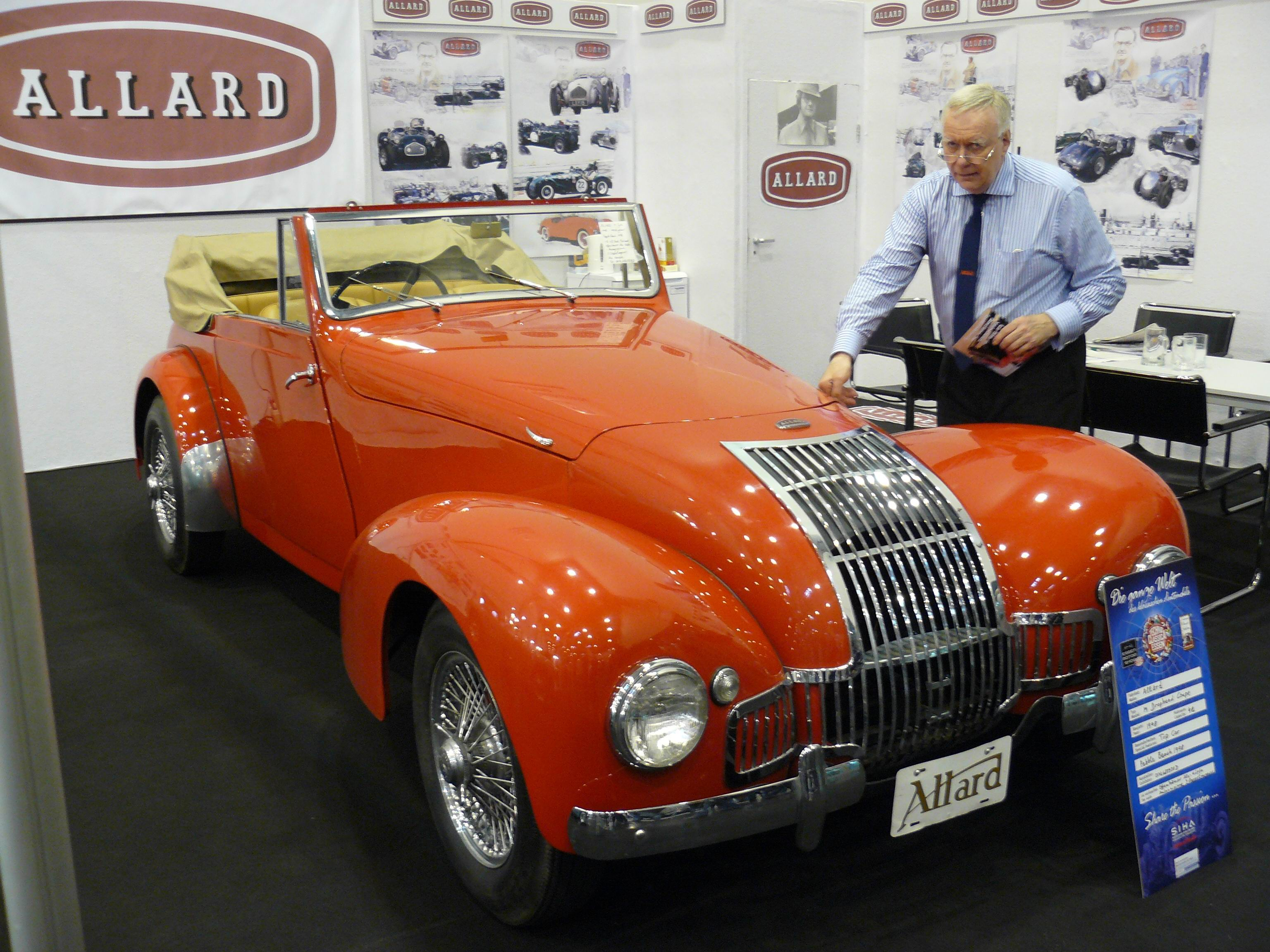
Allard M Coupé Drophead 1948.

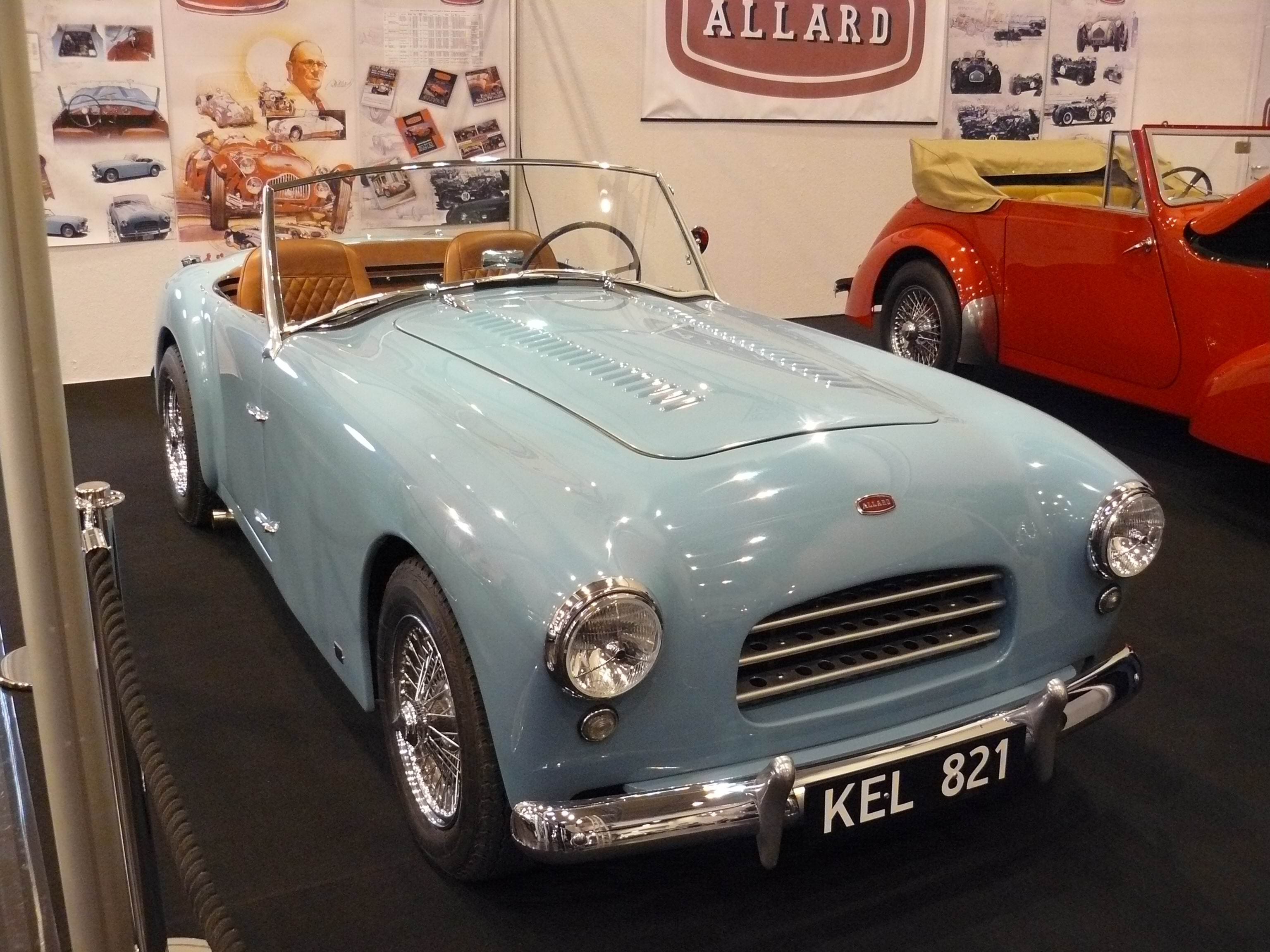
Allard Palm Beach MKI 1953.

Cet industriel passionné de voitures qui dessine, construit et pilote ses propres créations est l'un des premiers constructeurs à associer la puissance des américaines à la carrosserie des européennes.
C'est en 1946 que la société Allard Motor Co. Ltd est fondée à Clapham, Londres, et que sortent les premières véritables Allard, la K1 à deux places, la L à quatre places et la J1 de compétition dessinée par Godfrey Imhof puis la J2X. Elles sont équipées de moteurs V8 américains Ford, Cadillac ou Chrysler. Une version de la L en coupé décapotable sort en 1947.
La production Allard cesse en 1962, mais jusqu'à sa mort en 1966, Sydney Allard conçoit des prototypes et crée même en 1961 le premier dragster anglais.

## ALLARD J2X
Produite à très peu d'exemplaires (seulement 83) entre 1951 et 1954, elle connut un grand succès aux États-Unis. 
Steve McQueen et Carol Shelby l'ont piloté. 
La J2X se classa troisième au Mans en 1950 et remporta le rallye Monte-Carlo en 1952.

## Renouveau de la marque
Une nouvelle Allard J2X sera de nouveau produite au Canada sous la direction de Roger Allard. 
Esthétiquement, la nouvelle J2X reste très proche du modèle de 1951. Elle possède toujours un V8 américain (5.7 GM de 420 ch), une boîte 5 rapports, quatre freins à disques (ceux de l'arrière étant placés contre le différentiel), des suspensions modernes avec amortisseurs réglables et une carrosserie en aluminium et composites.
Côtés performances, la nouvelle Allard J2X n'est pas en reste. En effet, son poids de seulement 975 kg lui permet une accélération de 0  à   100 km/h en 4,6 secondes seulement.

## Résultats aux 24 heures du Mans
| Année | Écurie           | Châssis | Numéro | Catégorie   | Pilotes                                  | Résultats |
| ----- | ---------------- | ------- | ------ | ----------- | ---------------------------------------- | --------- |
| 1950  | S. Allard        | J2      | 4      | 5001 à 8000 | Sydney Allard Tom Cole                   | 3e        |
| 1951  | Allard Motor Ltd | J2      | 1      | 5001 à 8000 | Tom Cole Sydney Allard                   | Abandon   |
| 1951  | Allard Motor Ltd | J2      | 2      | 5001 à 8000 | Peter Reece Alfred Hitchings             | Abandon   |
| 1952  | S. H. Allard     | J2X     | 4      | 5001 à 8000 | Sydney Allard Jack Fairman               | Abandon   |
| 1952  | S. H. Allard     | J2X     | 5      | 5001 à 8000 | Frank Curtis Zora Duntov                 | Abandon   |
| 1953  | Allard Motor Co. | J2R     | 4      | 5001 à 8000 | Sydney Allard Philipp Fothringham Parker | Abandon   |
| 1953  | Allard Motor Co. | J2R     | 5      | 5001 à 8000 | Ray Merrick Zora Duntov                  | Abandon   |